# Чичігальпа
Чичігальпа (ісп. Chichiqualpa, ісп. вимова: [ˈtʃitʃiˈɣalpa]) — місто та муніципалітет у Нікарагуа, департамент Чинандега.

## Історія

### Доколумбова епоха
Вважається, що перші жителі Чичігальпи прибули з півночі. Хоча їхні цивілізації не були такими розвиненими, як цивілізації ацтеків та інків, вони прибули до Чичігальпи внаслідок вимушеної міграції, організованої ацтеками для слабших племен. Корінні жителі Чичігальпи тольтецького походження були відносилися до племен нікіран і коротегів.

### Колоніальний період

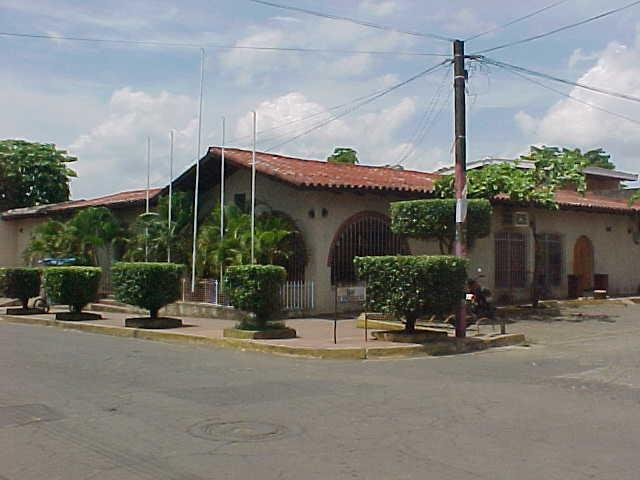
Ратуша Чичігальпи

## Географія

### Площа
Площа муніципалітиту складає 223 квадратних кілометри. Чичігальпа з'єднана з містом Чинандега дорогою з твердим покриттям (15 км). Муніципалітет з'єднується зі столицею Нікарагуа Манагуа Панамериканським шосе. Чичігальпа є частиною Західного департаменту Чинандега. Межує на півночі з Кордильєрами Лос-Марібіос (гірський масив), на півдні з Леоном, на сході з Посолтегою, а на заході з муніципалітетами Ель-Реалехо і Чинандега.

### Клімат
Чичігальпа розташована в тропічному вологому та сухому кліматі (класифікація кліматів Кеппена: Aw). Сухий сезон триває з листопада по квітень, а вологий сезон триває з травня по жовтень. Середньорічна кількість опадів 1742 мм (68,58 в). Зазвичай найвищі температури фіксуються в квітні. Середня температура - 30 °C (89 °F). Відносна вологість повітря становить 68 %, переважно дмуть сильні вітри південно-західного напрямку.

## Сучасність

### Цукрова тростина
На цукор припадає близько 5 % ВВП Нікарагуа, а муніципалітет Чичігальпа має величезні площі плантацій цукрової тростини. Велика кількість працівників цукрової тростини страждає від хронічної хвороби нирок. Набуває поширення наукова думка про те, що ХХН пов'язана з важкими умовами праці, а саме з тривалим перебуванням на сонці без достатньої тіні, відпочинку та води. Доктор Катаріна Весселінг, епідеміолог із Каролінського інституту у Швеції, сказала, що хоча інші фактори, такі як пестициди, важкі метали та генетика, також можуть відігравати певну роль, немає «абсолютно жодного сумніву», що ХХН є професійним захворюванням.

### Райони (Comarcas)
Муніципалітет складається з низки районів (Comarcas):
- Канделарія
- Каміно-де-Хесус
- Карлос Фонсека I, II
- Консепсьйон
- Ель-Пуебліто
- Ерік Рамірез
- Хуан Хосе Брісеньйо
- Ла-Пароккья
- Ла-Круз
- Лас-Палмерас
- Лос-Ліріос
- Мерседес
- Марвін Салазар I, II, III
- Модесто Рамон Пальма
- Нуева Канделарія
- Нуево Аманесер
- Кветазалія
- Рональд Альтамірано II
- Репарто. 13 де Хуліо
- Сантьяго
- Сан-Антоніо
- Валле-Вьєхо I, II
- Веллс